# São Félix do Tocantins
São Félix do Tocantins är en kommun i Brasilien.   Den ligger i delstaten Tocantins, i den centrala delen av landet, 600 km norr om huvudstaden Brasília. Antalet invånare är 1 445.
Omgivningarna runt São Félix do Tocantins är huvudsakligen savann. Trakten runt São Félix do Tocantins är nära nog obefolkad, med mindre än två invånare per kvadratkilometer.